# امت
امت (به عربی: أمة) در زبان‌های فارسی و عربی دارای دو معنای متضاد است. در فارسی، به گروهی از انسان‌ها امت می‌گویند لزوماً در یک منطقه جغرافیایی یا یک کشور زندگی نمی‌کنند و ممکن است ساکن کشورهای مختلف باشند ولی به یک آیین مشترک باورمندند. ولی در عربی استاندارد مدرن، درست برخلاف این تعریف، امت با Nation مترادف است و اعضای امت ممکن است دارای دین‌های مختلفی باشند. مانند الامة الإیرانیة که به معنای همهٔ دارندگانِ تابعیت ایرانی است، یا الامة العربیة به معنای Arab Nation، یا منظمة الأمم المتحدة که به معنای سازمان ملل متحد است. در فارسی برای این مفهوم کلمهٔ ملت به کار می‌رود در حالی که در عربی، ملت به معنای دین و مذهب می‌باشند.

## مفهم امت
از ریشه «ام» یا «یوم» میباشد، امت مجموعه از انسان هاست که جهت هدف و مقصد واحدی گرد هم جمع آمده اند. مرز میان امت ها مرز عقیدتی میباشد. امت ها از نظر اسلام مهمترین تقسیم بندی جوامع بشری است.

## معادل در مسیحیت
در دنیای مسیحی از کلمه یکمان  ecumene برای توضیح امت مسیحی استفاده میشود. 